# Cymodusa kasparyani
Cymodusa kasparyani är en stekelart som beskrevs av Dbar 1984. Cymodusa kasparyani ingår i släktet Cymodusa och familjen brokparasitsteklar. Inga underarter finns listade i Catalogue of Life.